# Шапка бумажная

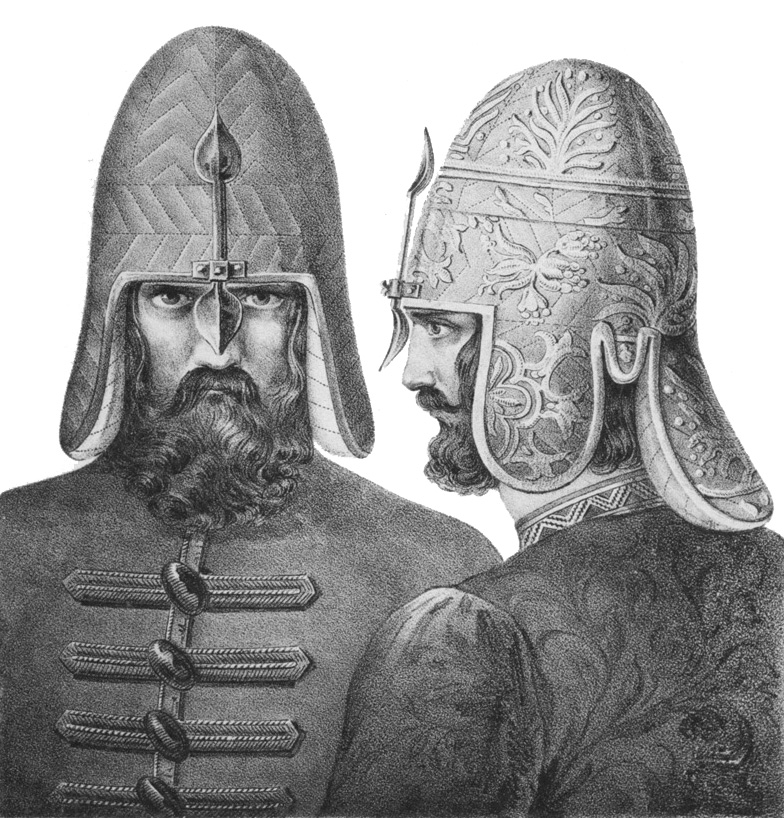
Шапки бумажные, с наушами и назатыльником.

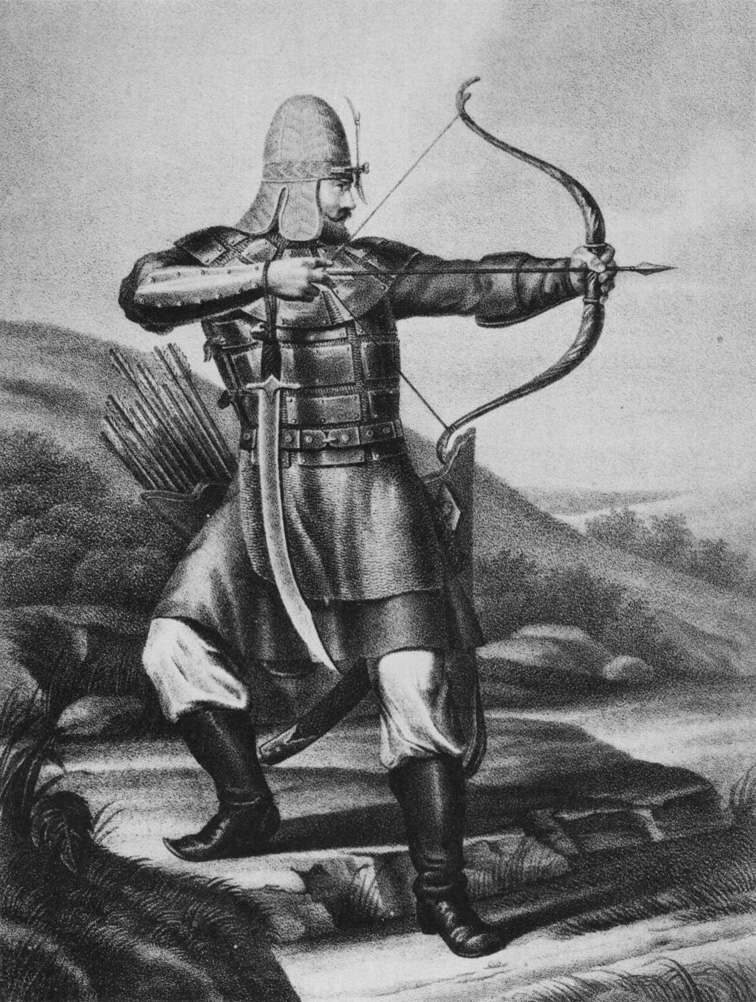
Ратник в колонтаре с бармицей и шапке бумажной.

Ша́пка бума́жная — защитный головной убор, тип шлема.

## История
Это были стёганные шапки на вате или пуху, из сукна, шёлковых или бумажных (хлопок) материй, с толстой хлопчатобумажной или пеньковой подкладкой. В подкладку иногда помещались куски от панцирей или кольчуг. Также они имели металлический наносник (железный нос). Представляла собой наиболее дешёвый военный головной убор в России до XVII века, поэтому встречалась довольно редко, используясь, в основном, беднейшей частью военного сословия. Использовались они в качестве шлема и у некоторых кочевников, в частности — калмыков.
По защитным свойствам «шапка» была схожа с тегиляем — надёжной защиты не давала, но всё же, по свидетельствам современников, могла задержать стрелу.
Также известны внешне очень похожие на «шапки бумажные» так называемые «куячные» или «куяшные шапки», которые представляли собой пластинчато-нашивной доспех бригантинного типа, аналогичный куяку. Как и сами куяки, как правило, они имели восточное происхождение. В «Древностях Российского государства» даётся такое описание куячной шапки:
Во введении к описанию предметов III Отделения, мы [дали разъяснение относительно] существовавших в Оружейной казне куяков, или монгольских ватных панцирей, состоящих из железных пластинок, укреплённых гвоздиками в вате между шёлковой или суконной покрышкой и подкладкой. Собственно куяков не сохранилось ни одного; но сохранились три стёганые на вате шапки, азиатской работы, заключающие внутри куячные железные пластинки.
Судя по всему, куячная шапка и «шапка бумажная» — разные виды одного и того же защитного наголовья, просто первая была усилена стальными пластинками, а вторая была облегчённым и более дешёвым вариантом.